# CD Projekt
CD Projekt股份公司（波蘭語：CD Projekt S.A.）是一家总部位于波兰华沙的电子游戏开发商、發行商及分销商，由电子游戏零售商马尔钦·伊温斯基和米卡·季辛斯基创立于1994年。负责开发原创游戏的部门CD Projekt Red成立于2002年，以开发巫师系列著称。2008年，CD Projekt推出数字发行服务GOG.com（原名Good Old Games）。
公司最初致力于西方游戏的波兰本地化翻译工作，他们与Interplay娱乐合作发行了两款博德之门系列游戏。当CD Projekt开发《博德之门：黑暗联盟》的PC版时，Interplay遇到了财政困难，導致本作取消。公司决定重新使用这些代码开发自己的游戏，也就是后来改编自安傑·薩普科夫斯基小说的《巫师》。《巫师》发行后，CD Projekt开始开发主机游戏《巫师：白狼》。然而一些开发问题和成本的上升几乎让公司濒临破产。CD Projekt后来发行了《巫师2：国王刺客》和《巫师3：狂猎》并广受好评。公司於2020年12月推出开放世界类型的角色扮演游戏《赛博朋克2077》，它基于桌上遊戲《赛博朋克2020》。
CD Projekt还成立了电子游戏分销服务GOG.com，旨在帮助玩家寻找老游戏。它向玩家提供不受数字版权管理限制的游戏，并逐渐扩大到新的3A大作及独立游戏。2009年，CD Projekt的母公司CDP Investment宣布计划与Optimus S.A.合并，旨在将CD Projekt重组为一家上市公司。合并于2010年12月完成，Optimus成为法律上的控制实体，并于2011年7月成为CD Projekt S.A.的现行组织形式。截至2017年9月，CD Projekt是波兰最大的电子游戏上市公司，市值约为23亿美元。到2020年5月，公司估值达到81亿美元，成为欧洲最大的电子游戏公司。2018年3月，公司加入WIG20，华沙证券交易所20家最大公司的指数。

## 历史

### 创立

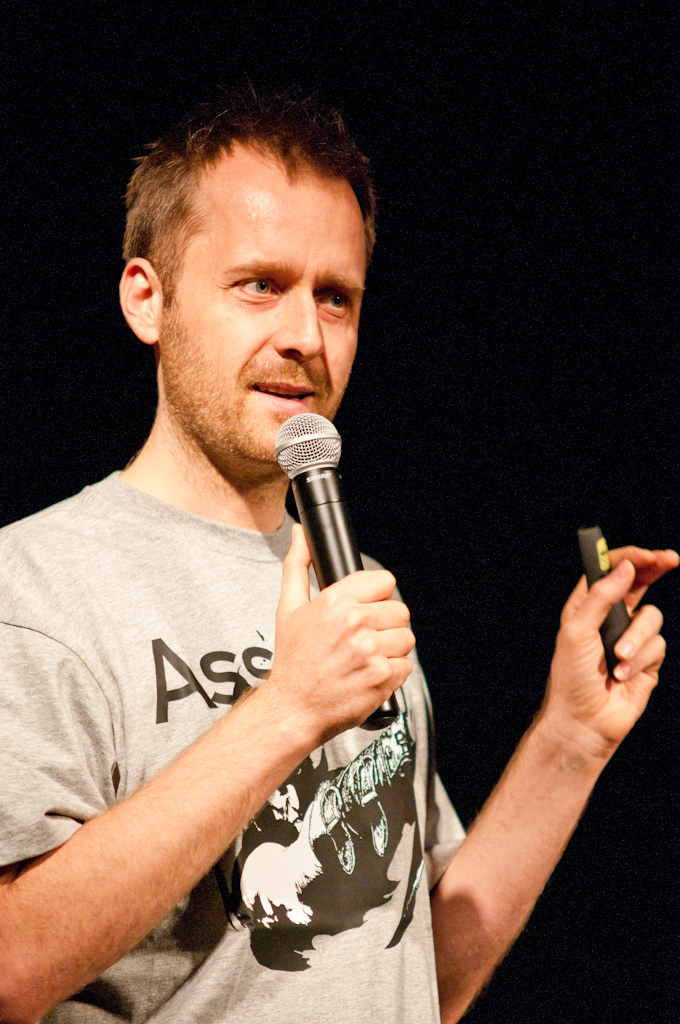
CD Projekt联合创始人马尔钦·伊温斯基

CD Projekt由马尔钦·伊温斯基和米卡·季辛斯基创立于1994年。据伊温斯基称，他在儿时就喜欢玩游戏，但由于受到苏联政策的影响，在波兰很难玩到西方游戏。当时波兰著作权法还未制定，伊温斯基中学时就在华沙市场出售西方电子游戏的破解版。那时他遇到了季辛斯基，后者成为了他的贸易伙伴。伊温斯基和季辛斯基想要合法地开展业务，于是他们开始从美国零售商手中进口游戏，并率先进口CD-ROM游戏。在波兰于90年代初过渡到市场经济后，伊温斯基和季辛斯基于1994年第二季度成立了CD Projekt。由于只有2000美元的资金，他们用一个朋友的公寓当免租办公室。

### 本地化
CD Projekt成立之初面临的最大的挑战就是克服游戏盗版。他们是波兰首批做游戏本地化的公司之一。伊温斯基称他们大部分产品都卖给了本地商店。1996年时，CD Projekt开始为和等开发商做部分本地化，一年后开始做完整本地化。为了销售游戏，他们找了BioWare和Interplay娱乐，希望为《博德之门》做波兰语本地化。他们预计这款游戏在波兰会非常受欢迎，而当时没有一家零售商能够把原版英文翻译成波兰文。为了增加该游戏在波兰的热度，CD Projekt还在游戏包装中加了赠品，并聘用了知名波兰演员为角色配音。他们的首次尝试非常成功，发售当天即出货1.8万套（比当时其他游戏的平均出货量要高）。
《博德之门》发行后，公司继续和Interplay合作，准备把续集《博德之门：暗黑联盟》移植到PC中。为了研发这一项目，CD Projekt聘请了塞巴斯蒂安·杰林斯基（Sebastian Zielinski，曾开发《刺杀希特勒2093-1944》）和亚当·巴铎夫斯基（Adam Badowski），他们后来成为了公司游戏研发部门CD Projekt RED的负责人。开发进行6个月后，Interplay遭遇了财务问题，取消了PC版的项目。此后CD Projekt仍持续了游戏本地化业务，还在2003和2004年获得了商业瞪羚奖（Business Gazelle award）。

### CD Projekt Red
在对游戏分销的热情退却后，CD Projekt的创始者们开始思考，公司接下来是应该做分销商还是游戏开发商。由于拥有《暗黑联盟》的代码，公司计划用它们开发第一款原创游戏。他们打算基于波兰奇幻小说作家安杰·萨普科夫斯基《猎魔人》系列书籍研发游戏（小说在波兰很流行），作者本人也接受了公司的提议。最初该系列小说的改编权卖给了一个波兰手机游戏工作室，但该工作室并没有做任何相关的游戏，CD Projekt随后购得了《猎魔人》系列的改编权。据伊温斯基透露，当时他和季辛斯基都不知道要怎么开发这一游戏。
为了开发这款游戏，公司在2002年成立了游戏开发工作室CD Projekt RED，由塞巴斯蒂安·杰林斯基主管，位于波兰罗兹。工作室做了一个演示游戏，亚当·巴铎夫斯基后来回忆时称之为“垃圾作品”。该演示是一款自上而下视角的角色扮演游戏，与《黑暗联盟》和《暗黑破坏神》相似，使用了《刺杀希特勒》的引擎。伊温斯基和季辛斯基把这个演示投给了多个发行商，但没有发行商接受。随后罗兹工作室关闭，除了杰林斯基外工作室研发人员全部搬往华沙总部。
杰林斯基离开了公司，项目由季辛斯基接管。虽然游戏研发得以继续，但此前的演示遭到彻底放弃。CD Projekt称，当时的团队内部对该游戏有不同的意见，而且缺少总体的方向。结果这一项目在2003年再次回到了设计草纸阶段。由于团队缺乏游戏开发经验，所以在接近2年的时间里都是在组织游戏制作事宜。他们得到了BioWare的帮助，后者在2004年的E3上为CD Projekt提供了展位，而且就在《翡翠帝国》展位旁边。BioWare还把自己的极光游戏引擎授权给公司使用。
游戏的预算超出了预期。原本只有15人的团队迅速扩张到100人，研发成本超过了2000万兹罗提。据季辛斯基透露，由于预算有限，一些游戏内容不得不删除，但游戏角色的个性则得以保留。然而，如何把波兰文翻译成英文又成为了问题。此时，雅达利同意发行该游戏。经过五年的开发后，游戏将《猎魔人》带给了国际玩家，公司给游戏起了一个英文名：The Witcher。《巫师》于2007年上市，获得了比较积极的评价。游戏销量令人满意，《巫师》发布之后，续集的研发便立即开始。团队开始设计《巫师2》，并尝试主机平台，计划为《巫师3》更换新引擎。当团队开始主机版本《巫师：白狼》的游戏项目后，续集的工作就暂停了。虽然他们与法国工作室合作，但开发进入了瓶颈。Widescreen要求更多的人力、财力和时间，而且抱怨他们没有得到应得的报酬。而季辛斯基称CD Projekt付给他们的钱比给自己公司的员工还多。最后团队取消了这一项目，终止了开发。雅达利对这一决定感到不满，要求CD Projekt回报他们对主机版本开发的资助。季辛斯基同意让雅达利成为续集《巫师2》的北美发行商。2008年，CD Projekt收购了波兰游戏开发商Metropolis Software。《白狼》的取消代价是昂贵的，2007-2008年经济危机时，公司几乎面临破产。为了让公司维持下去，团队决定专注于《巫师2》的开发和《巫师3》引擎的打造。当引擎（称为REDengine）完成后，就可以將游戏移植到其他主机平台。为了开发《巫师2》，公司停掉了的第一人称射击游戏《They》。经过3年半的开发后，《巫师2：国王刺客》于2011年发行，获得大量好评，销量超过170万。
《巫师2》发行之后，CD Projekt希望做一款与他们其他游戏质量相匹敌的开放世界游戏，公司希望增加新的功能，不想被外界批评为《巫师2.5》。他们希望把游戏画面进行质的提升，并且只为PC以及第八代游戏主机发布。这引发了团队的争议，有些人希望把游戏发布到更久之前的主机平台以使利润最大化。《巫师3：狂猎》开发耗时3年半，成本达到8100万美元。经历数次跳票后，游戏最终在2015年5月面世。《狂猎》在商业上取得成功，首发6周的销量就超过了600万，为工作室在2015年上半年带来了2.36亿兹罗提（6250万美元）的利润。团队之后发布了15个追加下载内容和两个扩展包《石之心》与《血与酒》。CD Projekt还推出了两款巫师相关游戏：《巫师：冒险游戏》（The Witcher Adventure，PC、iOS以及Android版桌游）和iOS及Android版多人在线战斗竞技场游戏《巫师：战斗竞技场》（The Witcher: Battle Arena）。在开发了三款巫师游戏后，CD Projekt决定《巫师3：狂猎》将是杰洛特系列的终章。关于巫师系列的未来，2016年5月，《巫师3》的游戏总监康拉德·托马什凯维奇（Konrad Tomaszkiewicz）称他希望在将来某个时候继续此系列的工作，但现在还没有任何具体计划。截至2017年，该系列已售出超过3300万份。基于《巫师3》中流行迷你卡牌游戏制作的《巫师之昆特牌》于2018年发布。
2015年12月，CD Projekt RED在2015年游戏大奖中赢得了“年度开发者”奖。2016年3月，公司宣布他们正在开发一款新的角色扮演游戏，预计于2017至2021年间发行。他们还宣布了扩张计划，其中RED分部将扩大两倍。2018年3月，公司宣布在弗罗茨瓦夫开设新的工作室，由Techland前首席运营官Paweł Zawodny领导，并由其他Techland、IO Interactive和CD Projekt Red前员工组成。2018年8月，CD Projekt成立了手机游戏开发工作室Spokko。《巫师3》的成功以及CD Projekt RED在此期间对用户友好的政策使该工作室在游戏界赢得了很多好感。然而工作室在企业评论网站Glassdoor受到了许多不满员工的差评，使得其工作条件受到质疑。伊温斯基后来回应说，工作室开发游戏的方法“不适合所有人”。
《巫师3：狂猎》发布后，工作室的下一个作品《赛博朋克2077》成为了有史以来最受期待的电子游戏之一。它是一款开放世界角色扮演游戏，基于迈克·庞德史密斯（Mike Pondsmith）创造的《赛博朋克2020》桌上游戏，最初于2012年5月推出。对这款游戏的炒作，加上《猎魔人》电视剧在Netflix的播出，使CD Projekt在2020年5月超越育碧成为欧洲最有价值的电子游戏公司。游戏发售日期经历了多次推迟，团队强调在准备完成之前不会发布该游戏。虽然管理层为团队引入了“非义务加班”模式，以减少游戏开发对他们个人生活的影响，但管理层违背了他们的承诺，强迫所有开发人员加班，每周工作六天。《赛博朋克2077》游戏于2020年12月发布。PC版获得了普遍好评，并成为PC平台最大规模的游戏发行之一。游戏仅凭预购销售就完全收回了开发成本。然而，主机版本存在技术问题和软件缺陷，一些玩家称这些版本无法游玩。该工作室被指责在游戏的营销期间中向用户隐瞒了主机版本的糟糕状态。2020年12月18日，游戏从PlayStation在线商店下架。季辛斯基承认主机版的营销方式破坏了玩家对工作室的信任，并承诺为游戏发布补丁。
2021年2月初，CD Projekt Red遭到了勒索病毒攻击，攻击者获得了工作室几款游戏（《巫师之昆特牌》、《巫师3》和《赛博朋克2077》）的源代码以及管理文件。攻击者要求CD Projekt Red在几天支付巨额赎金，威胁要公开或出售窃取的代码和文件。CD Projekt拒绝与攻击者谈判，并向媒体表示“我们不会向这些要求屈服或与攻击者谈判”，申明攻击者没有获得任何个人信息，他们正在与执法部门合作追踪攻击者。安全分析人士看到代码在暗网上以100万美元的最低价格进行拍卖，随后拍卖被关闭，攻击者表示他们已经接到了满意的报价。在拍卖结束后的一周内，代码开始通过社交媒体在网上共享，CD Projekt利用数字千年版权法删除通知来移除公布其代码的帖子。
2021年3月，CD Projekt Red收购了位于加拿大温哥华的Digital Scapes Studios，并重新命名为CD Projekt Red Vancouver。2021年5月，有报道称托马什凯维奇因被指控在工作场所欺凌而从工作室辞职。2021年10月，CD Projekt Red收购了位于波士顿的独立工作室The Molasses Flood，该工作室是《洪潮之焰》（The Flame in the Flood）的开发商。

### 游戏发行
CD Projekt是一个游戏分销商，他们在波兰的公司（一家专注波兰市场的数字发行平台）于2012年更名为Cdp.pl。Cdp.pl提供技术支持服务，扩展至电影、电子书和漫画。Cdp.pl后来被剥离，CD Projekt持有控股权，并将份额下降到8.29％，因为公司希望瞄准全球市场，而不是波兰一个。两家公司会在游戏分销上相互配合。

GOG.com标志

2008年，公司推出了分销服务Good Old Games，应用无数字版权管理战略。该服务旨在帮助玩家找到“好玩的老游戏”，使它们不被埋没。要做到这一点，团队需要解决倒闭开发商的许可问题或与发行商就分销权谈判。要把以前的代码转换到现在的平台，他们不得不使用零售版或二手游戏。CD Projekt与小开发商以及动视、EA和育碧等大发行商合作，把服务的游戏拓宽至3A大作和独立游戏。根据董事总经理纪尧姆·兰博格（Guillaume Rambourg）的说法，尽管他怀疑这是一个“注定失败的项目”，但是它自推出以来却不断扩大。GOG.com（CD Projekt Blue）的收入累积到CD Projekt RED。

## 公司理念
据CD Projekt RED负责人亚当·巴铎夫斯基的说法，保持独立性是公司优先考虑的事情。他们避免成为另一家公司的子公司，失去财务和创作自由以及项目的所有权。有传闻称EA试图收购CD Projekt，但季辛斯基很快就對此表示否定，把公司独立性的保持稱為他“将要奋斗的事情”。
团队的目标是做出最棒的角色扮演游戏，让玩家们得偿所愿，而从一些被遗忘许久的“废纸堆”或冷门佳作中找灵感正是他们达到这一目标的方式。团队在开发开放世界游戏时优先考虑世界中有选择的任务设计，鼓励玩家沉浸在游戏中。团队奉行玩家至上的思想。季辛斯基称玩家的支持“带动”了这家公司（公司把自己当作“造反派”）。
CD Projekt RED反对在电子游戏和软件中加入数字版权管理（DRM）技术。公司认为从《巫师2：国王刺客》的销售数据来看，DRM没能有效阻止软件盗版。CD Projekt RED发现他们最初版本（包含DRM技术）的盗版量超过450万，而后来发布的无DRM版本的盗版则远远少于之前。《巫师3：狂猎》发行时则没有采用DRM技术。团队还认为追加下载内容免费应成为行业标准，《狂猎》的15个免费DLC就是对业界其他公司的示例。
公司过去遵循Rockstar Games的模式，用一支大型团队专注于单一项目，避免在同一时间开发多个项目。2021年3月，他们改变了这一策略。从2022年起，他们将并行开发多个3A游戏。

## 子公司
| 名称                     | 地点       | 成立 | 收购 | 注释                         |
| ------------------------ | ---------- | ---- | ---- | ---------------------------- |
| GOG.com                  | 华沙       | 2008 | —    | 游戏发行平台                 |
| CD Projekt Red           | 华沙       | 2002 | —    |                              |
| CD Projekt Red弗罗茨瓦夫 | 弗罗茨瓦夫 | 2018 | —    |                              |
| CD Projekt Red克拉科夫   | 克拉科夫   | 2013 | —    |                              |
| CD Projekt Red溫哥華     | 溫哥華     | 2012 | 2021 | 前身为Digital Scapes Studios |
| Spokko                   | 华沙       | 2018 | —    |                              |
| The Molasses Flood       | 波士顿     | 2014 | 2021 |                              |
| CD Projekt Red北美       | 波士顿     | 2022 | —    | （页面存档备份，存于）       |

## 开发的游戏
| 年份   | 名称                                | 平台                                                                                      | 負責開發                                        | 引擎        | 备注                                       |
| ------ | ----------------------------------- | ----------------------------------------------------------------------------------------- | ----------------------------------------------- | ----------- | ------------------------------------------ |
| 2007   | 巫师                                | Microsoft Windows、OS X                                                                   | CD Projekt Red                                  | 极光引擎    | 2008年推出增强版                           |
| 2011   | 巫师2：国王刺客                     | Microsoft Windows、OS X、Linux、Xbox 360                                                  | CD Projekt Red                                  | REDengine   | 2012年推出增强版                           |
| 2014   | 巫师：冒险游戏                      | Microsoft Windows、OS X、iOS、Android                                                     | CD Projekt Red Can Explode                      | 不適用      |                                            |
| 2015   | 巫师：战斗竞技场                    | iOS、Android                                                                              | CD Projekt Red Fuero Games                      | Unity       |                                            |
| 2015   | 巫师3：狂猎                         | Microsoft Windows、PlayStation 4、Xbox One                                                | CD Projekt Red                                  | REDengine 3 | 至2016年推出《石之心》《血与酒》两部资料片 |
| 2018   | 巫师之昆特牌                        | Microsoft Windows、PlayStation 4、Xbox One                                                | CD Projekt Red                                  | Unity       | 《巫师3》衍生卡牌游戏                      |
| 2018   | 王權殞落：巫師傳說                  | Microsoft Windows、PlayStation 4、Xbox One                                                | CD Projekt Red                                  |             | 《昆特牌》單機游戏                         |
| 2020   | 赛博朋克2077                        | Microsoft Windows、PlayStation 4、PlayStation 5、Xbox One、Xbox Series X/S、Google Stadia | CD Projekt Red                                  | REDengine 4 |                                            |
| 2021   | 巫師：怪物殺手                      | Android、iOS                                                                              | Spokko                                          |             |                                            |
| 2022   | 蘿蔔快跑（Roach Race）                        | Android、iOS                                                                              | CD Projekt Red Crunching Koalas                 |             | 亦是《赛博朋克2077》內的可玩街机遊戲       |
| 2023   | 電馭叛客2077：自由幻局 （Cyberpunk 2077: Phantom Liberty）         | Microsoft Windows、PlayStation 5、Xbox Series X/S                                         | CD Projekt Red                                  | REDengine 4 | 《赛博朋克2077》的資料片                   |
| 待公布 | 巫师：重製版 （The Witcher Remake） | 待公布                                                                                    | Fool's Theory                                   | 虚幻引擎5   | 《巫师》的重製版                           |
| 待公布 | Project Hadar                       | 待公布                                                                                    | CD Projekt Red                                  |             | CD Projekt的第一個原創IP                   |
| 待公布 | Project Orion                       | 待公布                                                                                    | CD Projekt Red North America                    |             | 《赛博朋克2077》的續作                     |
| 待公布 | Project Polaris                     | 待公布                                                                                    | CD Projekt Red                                  |             | 《巫師》宇宙新三部曲的第一作               |
| 待公布 | Project Sirius                      | 待公布                                                                                    | The Molasses Flood CD Projekt Red North America |             | 《巫師》宇宙的全新多人遊戲                 |